# Есциталопрам
Есциталопрам (англ. Escitalopram, лат. Escitalopramum) — синтетичний лікарський засіб, що за хімічним складом є S-енантіомером іншого лікарського засобу циталопраму, який є похідним біциклічного ізобензофурану. Есциталопрам застосовується перорально. Есциталопрам розроблений у співпраці компаній «Lundbeck» і «Forest Laboratories». Його розробка розпочалась ще в 1997 році, а вже в 2000 році перепарат був представлений для схвалення FDA, яке він отримав у березні 2001 року.

## Фармакологічні властивості
Есциталопрам — лікарський засіб із групи селективних інгібіторів зворотного захоплення серотоніну. За хімічним складом є S-енантіомером іншого лікарського засобу циталопраму. Механізм дії препарату полягає у вибірковому інгібуванні зворотного нейронального захоплення серотоніну в синапсах центральної нервової системи, що спричинює накопичення нейромедіатора в синаптичній щілині, та подовженню його дії на постсинаптичні рецепторні ділянки. Це призводить до інгібування обігу серотоніну в організмі, подальшим наслідком чого є купування депресивних станів. Есциталопрам не впливає або лише незначно впливає на серотонінові рецептори 5-HT1А і 5-НТ2, а також на альфа-1- та альфа-2-, а також бета-адренорецептори, D2 та D1 дофамінові рецептори, гістамінові H1-рецептори, м-холірецептори, бензодіазепінові рецептори, опіатні та ГАМК-рецептори; а також на калієві, кальцієві, натрієві та хлорні канали. Застосування есциталопраму призводить до покращення настрою, зменшення страху та напруги, усуває тривогу та дисфорію, зменшує симптоматику нав'язливих станів, а також практично не має седативного ефекту. Есциталопрам застосовується при депресіях різного типу, панічних розладах, обсесивно-компульсивних розладах, соціофобіях, генералізованому тривожному розладі, у тому числі асоційованому із великою депресією. Препарат також ефективний для профілактики рецидивів великих депресивних розладів, у тому числі у хворих похилого віку. При застосуванні при депресіях есциталопрам у клінічних дослідженнях був ефективніший у порівнянні з циталопрамом, флуоксетином, пароксетином, сертраліном, венлафаксином та дулоксетином. За даними частини клінічних досліджень застосування есциталопраму асоціюється із нижчою кількістю побічних ефектів у порівнянні з іншими антидепресантами.

### Фармакокінетика
Есциталопрам добре, проте повільно всмоктується після перорального застосування, біодоступність препарату становить 80 %. Максимальна концентрація циталопраму в крові досягається протягом 5 годин після приймання препарату. Препарат у помірній кількості (на 56 %) зв'язується з білками плазми крові. Есциталопрам добре проникає через гематоенцефалічний бар'єр, проникає через плацентарний бар'єр, та виділяється в грудне молоко. Метаболізується препарат у печінці з утворенням як активних, так і неактивних метаболітів. Виводиться есциталопрам з організму переважно із сечею у вигляді метаболітів. Період напіввиведення есциталопраму становить 27—32 години, при порушеннях функції печінки та в осіб похилого віку цей час може збільшуватися.

## Покази до застосування
Есциталопрам застосовують при депресіях різного походження, генералізованому тривожному розладі, панічних розладах (у тому числі з агорафобією).

## Побічна дія
Есциталопрам позиціонується як препарат, при застосуванні якого спостерігається незначна кількість побічних ефектів, найчастішими з яких є нудота, головний біль, безсоння, діарея або запор, сухість у роті, запаморочення, гіпергідроз, підвищена втомлюваність, блювання, порушення еякуляції. Іншими побічними ефектами препарату є:
- Алергічні реакції та з боку шкірних покривів — шкірний висип, свербіж шкіри, набряк Квінке, анафілактичні реакції, пурпура, екхімози, гарячка.
- З боку травної системи — зниження апетиту, порушення смаку.
- З боку нервової системи — підвищена тривожність, неспокій, маніакальні стани, агресивність, порушення концентрації уваги, сплутаність свідомості, галюцинації, деперсоналізація, серотоніновий синдром, порушення зору, тремор, панічні атаки.
- З боку серцево-судинної системи — ортостатична гіпотензія.
- З боку сечостатевої системи — затримка сечі, галакторея, імпотенція, зниження лібідо, відсутність оргазму в жінок.
- Інші побічні ефекти — синдром неадекватної секреції антидіуретичного гормону, болі в суглобах та м'язах, гіпонатріємія, збільшення активності ферментів печінки в крові.

## Протипокази
Есциталопрам протипоказаний при підвищеній чутливості до препарату, одночасному лікуванні інгібіторами моноаміноксидази, особам у віці до 15 років, при вагітності та годуванні грудьми.

## Форми випуску
Есциталопрам випускається у вигляді таблеток по 0,005; 0,01 і 0,02 г; розчину для перорального застосування із вмістом 5 мг есциталопраму в 5 мл розчину.